# Benigno Ferrera
Benigno Giuseppe Ferrera (ur. 30 stycznia 1893 w Formazzy, zm. 24 listopada 1988 tamże) – włoski biegacz narciarski, olimpijczyk.

## Występy na IO
| Rok  | Igrzyska Olimpijskie | Konkurencja   | Miejsce |
| 1924 | Chamonix             | bieg na 50 km | 13.     |